# Pwn2Own
Pwn2Own ist ein Computer-Hack-Wettbewerb, der seit 2007 jährlich auf der Sicherheitskonferenz CanSecWest stattfindet. Die Teilnehmer sind herausgefordert, bei weit verbreiteter Software oder mobilen Geräten unbekannte Schwachstellen zu finden und sie auszunutzen. Die Gewinner bekommen das Gerät, das sie gehackt haben, einen Geldpreis und eine „Masters“-Jacke mit dem Jahr ihres Sieges. Der Name Pwn2Own ist Netzjargon und von dem Umstand abgeleitet, dass der Teilnehmer das Gerät hacken („pwn“) muss, um es zu (2 = two = „to“) gewinnen und damit zu besitzen („own“). „Pwn“ ist Leetspeak und selbst von own abgeleitet, die Aussprache ist etwa [pɔːn] oder [poʊn] (neben weiteren Varianten). Der Pwn2Own-Wettbewerb dient zur Demonstration der Angreifbarkeit von Geräten und Software, die weit verbreitet genutzt werden.

## Herkunft
Der erste Wettbewerb wurde von Dragos Ruiu erdacht als Reaktion auf seine Frustration nach Apples mangelnder Reaktion auf den „Monat der Apple-Fehler“ und den „Monat der Kernel-Fehler“, sowie Apples Fernsehwerbung, die die Sicherheit in dem konkurrierenden Windows-Betriebssystem trivialisierte. Zu dieser Zeit gab es den weit verbreiteten Glauben, dass trotz der Veröffentlichung dieser Sicherheitslücken in den Apple-Produkten das Mac OS X wesentlich sicherer sei als seine Konkurrenten.
Am 20. März 2007, ca. 3 Wochen vor der CanSecWest, kündigte Ruiu den Pwn2Own-Wettbewerb zur Sicherheitsforschung auf der Mailingliste DailyDave an. Der Wettbewerb beinhaltete zwei MacBook Pros, welche sich auf der Konferenz befinden würden und die mit ihrem eigenen Wireless-Access-Point verbunden wären. Alle Konferenzteilnehmer konnten sich mit diesem Wireless-Access-Point verbinden und versuchen, bei einem der Geräte eine Schwachstelle auszunutzen. Wem dies gelang, durfte den Laptop mitnehmen. Es gab keine finanzielle Belohnung. Ruiu umriss, dass die Beschränkungen darüber, welche Hacks akzeptabel sind, stufenweise über die drei Konferenztage gelockert würden.
Ruiu fragte am ersten Tag der Konferenz Terri Forslof von der Zero Day Initiative (ZDI), ob er am Wettbewerb teilnehmen würde. ZDI ist weit bekannt in der Sicherheitsindustrie für ihr Programm zum Kauf von Zeroday-Schwachstellen, um diese dann an die betroffenen Hersteller zu melden und um für deren Netzwerk-Eindringling-Detektions-Systeme entsprechende Signaturen zu erstellen, um deren Effektivität zu erhöhen. Die Schwachstellen, die an ZDI verkauft werden, werden erst veröffentlicht, wenn der betroffene Hersteller einen Patch zum Beheben des Problems veröffentlicht hat. Nach einem Gespräch mit Ruiu stimmte Forslof zu, dass ZDI jede im Wettbewerb gefundene Schwachstelle zu einem festen Preis von 10000 US-Dollar kaufen wird.

## Aufzählung erfolgreicher Exploits
| Name                                 | Mitgliedschaft     | Jahr | Ziel                               |
| ------------------------------------ | ------------------ | ---- | ---------------------------------- |
| Dino Dai Zovi                        | selbständig        | 2007 | Quicktime (Safari)                 |
| Shane Macauley                       | selbständig        | 2007 | Quicktime (Safari)                 |
| Charlie Miller                       | ISE                | 2008 | Safari (PCRE)                      |
| Jake Honoroff                        | ISE                | 2008 | Safari (PCRE)                      |
| Mark Daniel                          | ISE                | 2008 | Safari (PCRE)                      |
| Shane Macauley                       | selbständig        | 2008 | Flash (Internet Explorer)          |
| Alexander Sotirov                    | selbständig        | 2008 | Flash (Internet Explorer)          |
| Derek Callaway                       | selbständig        | 2008 | Flash (Internet Explorer)          |
| Charlie Miller                       | ISE                | 2009 | Safari                             |
| Nils                                 | selbständig        | 2009 | Internet Explorer                  |
| Nils                                 | selbständig        | 2009 | Safari                             |
| Nils                                 | selbständig        | 2009 | Firefox                            |
| Charlie Miller                       | ISE                | 2010 | Safari                             |
| Peter Vreugdenhil                    | selbständig        | 2010 | Internet Explorer                  |
| Nils                                 | selbständig        | 2010 | Firefox                            |
| Ralf-Philipp Weinmann                | selbständig        | 2010 | iOS                                |
| Vincenzo Iozzo                       | selbständig        | 2010 | iOS                                |
| VUPEN                                | VUPEN              | 2011 | Safari                             |
| Stephen Fewer                        | Harmony Security   | 2011 | Internet Explorer                  |
| Charlie Miller                       | ISE                | 2011 | iOS                                |
| Dion Blazakis                        | ISE                | 2011 | iOS                                |
| Willem Pinckaers                     | selbständig        | 2011 | BlackberryOS                       |
| Vincenzo Iozzo                       | selbständig        | 2011 | BlackberryOS                       |
| Ralf-Philipp Weinmann                | selbständig        | 2011 | BlackberryOS                       |
| VUPEN                                | VUPEN              | 2012 | Unbekannt                          |
| Willem Pinckaers                     | selbständig        | 2012 | Unbekannt                          |
| Vincenzo Iozzo                       | selbständig        | 2012 | Unbekannt                          |
| VUPEN                                | VUPEN              | 2013 | Windows 8 IE 10                    |
| VUPEN                                | VUPEN              | 2013 | Windows 8 Flash                    |
| VUPEN                                | VUPEN              | 2013 | Windows 8 Java                     |
| Nils                                 | MWR Labs           | 2013 | Windows 8 Chrome                   |
| Jon                                  | MWR Labs           | 2013 | Windows 8 Chrome                   |
| George Hotz                          | selbständig        | 2013 | Windows 8 Adobe Reader             |
| Joshua Drake                         | selbständig        | 2013 | Windows 8 Java                     |
| James Forshaw                        | selbständig        | 2013 | Windows 8 Java                     |
| Ben Murphy                           | selbständig        | 2013 | Windows 8 Java                     |
| Pinkie Pie                           | selbständig        | 2013 | Chrome (Mobile)                    |
| VUPEN                                | VUPEN              | 2014 | Windows 8.1 IE 11                  |
| VUPEN                                | VUPEN              | 2014 | Windows 8.1 Adobe Reader XI        |
| VUPEN                                | VUPEN              | 2014 | Windows 8.1 Chrome                 |
| VUPEN                                | VUPEN              | 2014 | Windows 8.1 Adobe Flash            |
| VUPEN                                | VUPEN              | 2014 | Windows 8.1 Mozilla Firefox        |
| Liang Chen, Zeguang Zhao             | Keen team, team509 | 2014 | Windows 8.1 Adobe Flash            |
| Sebastian Apelt, Andreas Schmidt     | Independent        | 2014 | Windows 8.1 IE 11                  |
| Juri Aedla                           | selbständig        | 2014 | Windows 8.1 Mozilla Firefox        |
| Mariusz Mlynski                      | selbständig        | 2014 | Windows 8.1 Mozilla Firefox        |
| George Hotz                          | selbständig        | 2014 | Windows 8.1 Mozilla Firefox        |
| Liang Chen, Zeguang Zhao             | Keen team, team509 | 2014 | Safari (OS X Mavericks)            |
| JungHoon Lee                         | selbständig        | 2015 | IE 11, Google Chrome, Apple Safari |
| Peter, Jihui Lu, wushi, Zeguang Zhao | Keen team, team509 | 2015 | Adobe Flash                        |

### Wettbewerb 2016
| Programm          | Sicherheitslücken |
| ----------------- | ----------------- |
| Microsoft Windows | 6                 |
| Apple OS X        | 5                 |
| Adobe Flash       | 4                 |
| Apple Safari      | 3                 |
| Microsoft Edge    | 2                 |
| Google Chrome     | 1                 |